# Свјатоноски залив
Свјатоноски залив (рус. Святоносский залив) малени је залив у акваторији Баренцовог мора уз северну обалу Кољског полуострва, у Мурманској области Русије. Залив је са североистока од акваторије Баренцовог мора одвојен ртом Свјатој Нос. Максимална дужина залива је до 12 километара, ширина до 10 км, а дубина до 62 метра. Обале су доста стрме и стеновите.
На јужној обали залива налази се град Островној. У залив се уливају две мање реке, Бухтовка и Качаловка. Јоканшка острва одвајају залив од естуара реке Јоканге.